# 多尔多涅河畔佩萨克
多爾多涅河畔佩萨克（法語：Pessac-sur-Dordogne，法語發音：[pɛsak syʁ dɔʁdɔɲ]）是法国吉伦特省的一个市镇，属于利布尔讷区。

## 地理
多尔多涅河畔佩萨克（44°49'15"N, 0°4'44"E）面积7.78 平方千米，位于法国新阿基坦大区吉倫特省，该省份为法国西南部沿海省份，是法國本土面积最大的省，北起滨海夏朗德省，西临大西洋，南至朗德省，东南接洛特-加龍省，东临多爾多涅省。
与多尔多涅河畔佩萨克接壤的市镇（或旧市镇、城区）包括：圣安托万德布勒伊、圣瑟兰德普拉、让萨克、瑞亚克、圣阿维德苏莱日、圣康坦德卡普隆。

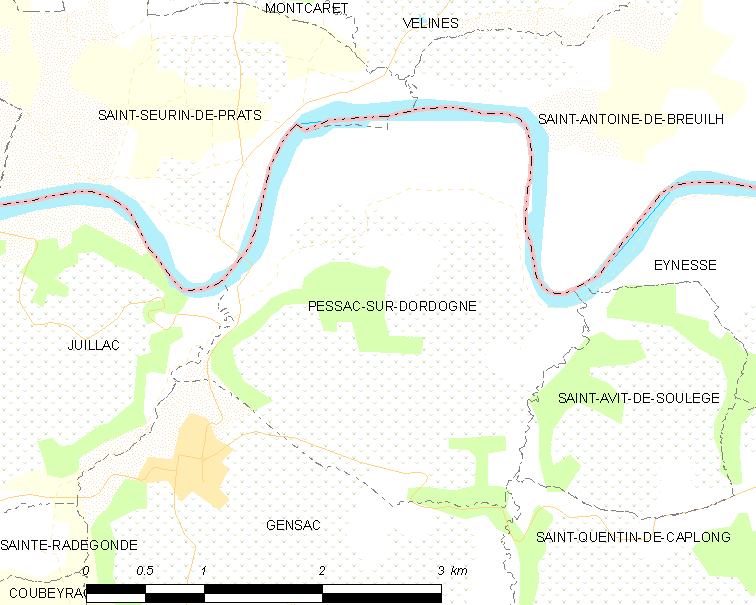
多尔多涅河畔佩萨克的OSM定位图

多尔多涅河畔佩萨克的时区为UTC+01:00、UTC+02:00（夏令时）。

## 行政
多尔多涅河畔佩萨克的邮政编码为33890，INSEE市镇编码为33319。

## 政治
多尔多涅河畔佩萨克所属的省级选区为多尔多涅山丘县。

## 人口

1962-2008年间多尔多涅河畔佩萨克人口变化图示

多尔多涅河畔佩萨克于2022年1月1日时的人口数量为446人。